# Estrella TV
Estrella TV est une chaîne de télévision américaine en langue espagnole appartenant à Liberman Broadcasting.
Elle est distribuée sur le sous-canal numérique ou en canal principal d'une trentaine de stations dans les grands marchés.

## Stations
- New York : WASA-LD (en) 24.1
- Los Angeles : KRCA (en) 62.1
- Chicago : WESV-LD (en) 40.1
- Dallas : KMPX (en) 29.1
- Houston : KZJL (en) 61.1
- San Francisco : KCNS (en) 38.4
- Atlanta : WANN-CD (en) 32.10
- Tampa : WMOR-TV (en) 32.3
- Phoenix : KVPA-LD (en) 42.1
- Miami : WGEN-TV (en) 8.1 et WVFW-LD (en) 34.1
- Denver : KETD (en) 53.1
- Orlando : WKCF (en) 18.3

## Controverse
L'émission José Luis Sin Censura a été l'objet en février 2011 de plaintes concernant des propos contre la communauté Lesbiennes, gays, bisexuels et transgenres. L'émission a été remplacée dans certaines stations alors que la station à Wichita au Kensas a retiré complètement la chaîne.